# Lenworth Johnson
Lenworth Johnson (* 20. Jahrhundert in Saint John’s) ist ein aus Antigua und Barbuda stammender Jurist und Politiker der United Progressive Party.

## Ausbildung und Werdegang
Geboren als Sohn von Wally und Ada May Johnson erhielt Johnson seine schulische Ausbildung an der Foundation Mixed School, die er von 1960 bis 1967 besuchte. Anschließend wechselte er auf die St. Joseph’s Academy. Dort war er unter anderem Mitglied des Basketball-Teams. Nachdem er 1973 seinen Schulabschluss erlangt hatte, arbeitete er für die Bank of Nova Scotia auf Grenada. 1982 kehrte er in sein Heimatland zurück und arbeitete als Buchhalter. Zwischen 1986 und 1993 war er Mitinhaber einer Buchhaltungsfirma. 1989 wurde er in den Senat von Antigua und Barbuda berufen. Im Jahr 1993 nahm er das Studium der Rechtswissenschaften am Holborn College in London auf. Seinen Abschluss erwarb er 1996 an der University of Wolverhampton. Hieran schloss sich ein Aufbaustudium an der Hugh Wooding Law School in Trinidad und Tobago an, wo ihm das Legal Education Certificate verliehen wurde. 1997 wurde er schließlich in seinem Heimatland als Rechtsanwalt zugelassen. Seinen Sitz im Senat verlor er 1994, wurde 2004 aber wieder ernannt. Johnson arbeitete im Finanzministerium von Antigua und Barbuda und war Vorsitzender der Investitionsbehörde seines Heimatlandes. Politisch engagierte er sich in der United Progressive Party, deren Schatzmeister er eine Zeit lang war. Sowohl bei den Unterhauswahlen 2004 als auch bei den Unterhauswahlen 2009 trat er als Kandidat im Wahlkreis St. John’s City South an, unterlag jedoch beide Male gegen den Amtsinhaber Steadroy Benjamin von der Antigua Labour Party. Heute ist er als Rechtsanwalt in Saint John’s tätig und befasst sich vorwiegend mit Fragen des Seerechts.